# São Jorge d'Oeste
São Jorge d'Oeste est une municipalité brésilienne située dans l'État du Paraná.